# Alt de Mamadits
L'Alt de Mamadits o Racó de Mamadits és una muntanya de 262 metres que es troba al municipi de la Ràpita, a la comarca del Montsià. Aquesta muntanya és un estrep oriental de la Serra del Montsià.